# Molinaccio
Molinaccio è una frazione del comune di Uzzano (PT), al confine con il comune di Pescia.

## Storia
Il nucleo abitato prende il nome da un vecchio mulino a vento che lì si trovava. Nel Medioevo, vi sorgeva il guado sulla Pescia maggiore lungo la strada Firenze-Lucca, l'antica via Cassia-Clodia o Cassia minor di epoca romana.
Lo testimonia un'antica torre fortificata probabilmente di origine medioevale ma modificata nel corso dei secoli XVI e XVII, attualmente in cattivo stato di conservazione ma considerata dalla Soprintendenza ai Monumenti edificio di rilevante interesse storico artistico, tuttora visibile a lato della via Francesca Vecchia. Tale torre doveva avere funzioni difensive, ma anche di controllo delle piene del vicino fiume.
In epoca successiva, nei pressi della torre fu costruita una stazione postale, in seguito trasformata in dimora gentilizia da parte della nobile famiglia pesciatina Nucci.

## Monumenti

### Palazzo Nucci-Matteucci
Il palazzo Nucci-Matteucci è stato edificato nel XVIII secolo dalla famiglia nobile pesciatina Nucci, in luogo di una vecchia stazione postale, poi è passato alla famiglia Matteucci di Firenze.
Oggi, benché ristrutturato, ha perso le sue caratteristiche di dimora unitaria, essendo suddiviso in diversi appartamenti di civile abitazione. Si può tuttavia ammirare la bella scalinata a doppia rampa in pietra serena, che sorge a lato della via di Campo.

### Oratorio del S. Nome di Maria
Davanti al palazzo, al di là della via Francesca vecchia, sorge la cappella gentilizia, dedicata al Santo Nome di Maria. È un grazioso edificio di stile neoclassico che ha versato in pessime condizioni per molti anni, l'interno è stato saccheggiato dai ladri e la sacrestia ridotta a cielo aperto. Nell'anno 2015, l'edificio è stato sottoposto a un accurato lavoro di restauro, con il ripristino delle coperture e il rifacimento delle facciate.
Proprio in sacrestia, è custodito (per modo di dire) un reperto storico di grande rilievo. Si tratta dell'antica urna di pietra nella quale erano contenute le spoglie di sant'Allucio di Campugliano, che fu acquistata a fine '700 dal marchese Matteucci, quando l'antico spedale di Campugliano fu chiuso, venduto a privati, trasformato in casa colonica e le ossa del santo, poste in un'urna nuova, furono trasferite nell'Episcopio di Pescia.